# 滨海瓦朗日维尔
滨海瓦朗日维尔（法語：Varengeville-sur-Mer，法語發音：[vaʁɑ̃ʒvil syʁ mɛʁ]）是法国滨海塞纳省的一个市镇，属于迪耶普区。

## 地理
滨海瓦朗日维尔（49°54'21"N, 0°59'41"E）面积10.75 平方千米，位于法国诺曼底大区滨海塞纳省，该省份为法国北部沿海省份，其西部及北部濒大西洋英吉利海峡，东起顺时针与索姆省、瓦兹省、厄尔省和卡爾瓦多斯省接壤。
与滨海瓦朗日维尔接壤的市镇（或旧市镇、城区）包括：滨海欧托、隆格伊、奥夫朗维尔、乌维尔拉里维耶尔、滨海圣玛格丽特。

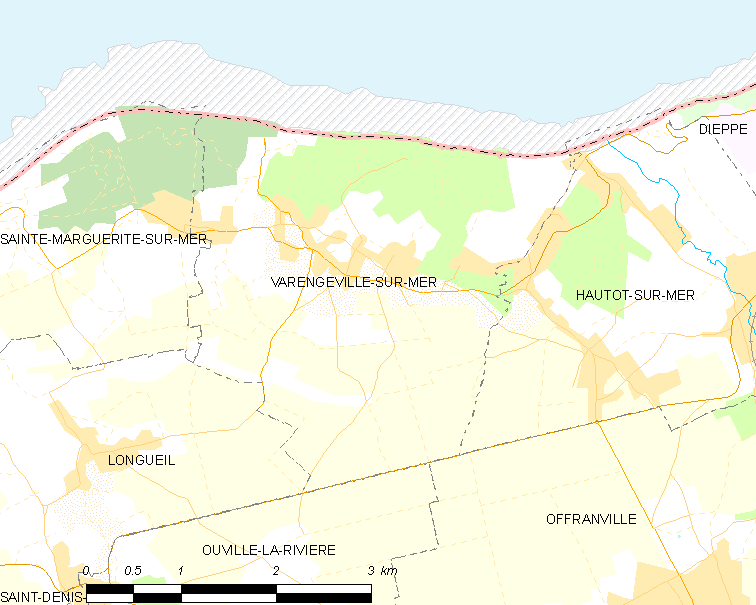
滨海瓦朗日维尔的OSM定位图

滨海瓦朗日维尔的时区为UTC+01:00、UTC+02:00（夏令时）。

## 行政
滨海瓦朗日维尔的邮政编码为76119，INSEE市镇编码为76720。

## 政治
滨海瓦朗日维尔所属的省级选区为迪耶普第一县。

## 人口

1962-2008年间滨海瓦朗日维尔人口变化图示

滨海瓦朗日维尔于2022年1月1日时的人口数量为962人。